# Função holomorfa
Funções holomorfas são o objeto central do estudo da análise complexa. Estas funções são definidas sobre um subconjunto aberto do plano  complexo {\displaystyle \mathbb {C} } com valores em {\displaystyle \mathbb {C} } que são diferenciáveis em cada ponto.
Esta condição é muito mais forte que a diferenciabilidade em caso real e implica que a função é infinitamente diferenciável e que pode ser descrita mediante sua série de Taylor. O termo função analítica é frequentemente usada no lugar de "função holomorfa", entretanto o termo "analítico" possui vários outros significados. Uma função que seja holomorfa sobre todo o plano complexo se diz função inteira. A frase "holomorfa em um ponto {\displaystyle a\in \mathbb {C} }" significa não só diferenciável em {\displaystyle a}, mas diferenciável em algum disco aberto centrado em {\displaystyle a}, no plano complexo.

## Definição
Se {\displaystyle U} é um subconjunto aberto de {\displaystyle \mathbb {C} } e {\displaystyle f:U\to \mathbb {C} } é uma função, dizemos que {\displaystyle f} é diferenciável complexa ou {\displaystyle \mathbb {C} }-diferenciável no ponto {\displaystyle z_{0}\in U} se o limite
{\displaystyle f'(z_{0})=\lim _{z\rightarrow z_{0}}{f(z)-f(z_{0}) \over z-z_{0}}}
existir.
Este limite se toma aqui sobre todas as sucessões de números complexos que se aproximam de {\displaystyle z_{0}}, e para todas essa sucessões o quociente de diferenciais tem que resultar no mesmo número {\displaystyle f'(z_{0})}. Intuitivamente, se {\displaystyle f} é diferenciável complexa em {\displaystyle z_{0}} e nas proximidades ao ponto {\displaystyle z_{0}} da direção {\displaystyle r}, então as imagens se aproximarão ao ponto {\displaystyle f(z_{0})} a partir da direção {\displaystyle f'(z_{0})r}, onde o último produto é a multiplicação de números complexos. Este conceito de diferenciabilidade compartilha várias propriedades com a diferenciabilidade em caso real: é linear e obedece as regras da derivação do produto, do quociente, da cadeia e da função inversa.
Se {\displaystyle f} é complexa diferenciável em cada ponto {\displaystyle z_{0}\in U}, dizemos que {\displaystyle f} é holomorfa em {\displaystyle U}.

## Propriedades
A derivada de uma função complexa tem várias propriedades análogas à derivada de uma função real, como, por exemplo:
- {\displaystyle (f+g)'=f'+g'}
- {\displaystyle (fg)'=f'g+fg'}

etc. 
Algumas propriedades de funções holomorfas, porém, não tem equivalentes nas funções reais. Por exemplo:
- Se a parte real, ou a parte imaginária, de uma função holomorfa for constante, então a função é constante.[1]
- Se o módulo, ou o argumento, de uma função holomorfa for constante, então a função é constante.[3] O argumento, aqui, é o ângulo {\displaystyle \theta } obtido pela transformação {\displaystyle z=r(\cos \theta +i\sin \theta )\,}

Pelas propriedades acima, a função {\displaystyle f:\mathbb {C} \to \mathbb {R} _{0}^{+}}, dada por {\displaystyle f(z)=|z|\,} não é holomorfa em nenhum aberto (pode-se provar diretamente que esta função não é diferenciável em nenhum ponto).
Além disso, se uma função {\displaystyle f:U\to \mathbb {C} } é holomorfa no aberto {\displaystyle U\subset \mathbb {C} } e é dada por{\displaystyle f(z)=f(x+iy)=u(x,y)+iv(x,y)}, então satisfaz as equações de Cauchy-Riemann {\displaystyle {\big (}{\frac {\partial u}{\partial x}}={\frac {\partial v}{\partial y}}}  e  {\displaystyle {\frac {\partial u}{\partial y}}=-{\frac {\partial v}{\partial x}}{\big )}} para todo o {\displaystyle z_{0}\in U}. O recíproco não é, em geral, verdade. A condição torna-se necessária e suficiente se for exigido que {\displaystyle u} e {\displaystyle v} sejam funções de classe {\displaystyle C^{1}}no ponto {\displaystyle (x_{0},y_{0})\in \mathbb {R} ^{2}} tal que {\displaystyle z_{0}=x_{0}+iy_{0}}.